# Rafał Okoniewski
Rafał Okoniewski (ur. 26 stycznia 1980 w Śmiglu) – polski żużlowiec.
Syn Mariusza Okoniewskiego, również żużlowca.

## Kariera sportowa
Licencję uzyskał w 1996 w barwach Polonii Piła. Do jego największych sukcesów należą dwa tytuły indywidualnego mistrza Europy juniorów (do lat 19) z 1998 i 1999. Zdobył także brązowy medal w indywidualnym mistrzostwach Świata juniorów (do lat 21) w 2001.
Zdobywał także liczne tytuły mistrzowskie w polskich rozgrywkach: dwa tytuły młodzieżowego indywidualnego mistrza Polski z 1999 i 2000. Wygrywał także wszystkie kaski: Złoty w 2003, Srebrny w 1998 i 2001 (w 1997 był drugi) oraz Brązowy trzykrotnie w latach 1997-1999. W dniu 15 sierpnia 2012 roku na torze w Zielonej Górze zdobył srebrny medal indywidualnych mistrzostw Polski, ustępując tylko Tomaszowi Jędrzejakowi.
Pod koniec 2020 r. ogłosił zakończenie czynnej kariery żużlowej.

## Osiągnięcia

### Drużynowe Mistrzostwa Polski
| Sezon | Klub                                         | Miejsce | Średnia biegowa | Liga       | Zwycięzca ligi                   | Mistrz Polski                    |
| ----- | -------------------------------------------- | ------- | --------------- | ---------- | -------------------------------- | -------------------------------- |
| 1996  | Polonia Philips Piła                         | 3.      | 1,200           | I liga     | Włókniarz Malma Częstochowa      | Włókniarz Malma Częstochowa      |
| 1997  | Polonia Philips Piła                         | 3.      | 1,554           | I liga     | Jutrzenka Polonia Bydgoszcz      | Jutrzenka Polonia Bydgoszcz      |
| 1998  | Polonia Piła                                 | 2.      | 1,753           | I liga     | Jutrzenka Polonia Bydgoszcz      | Jutrzenka Polonia Bydgoszcz      |
| 1999  | Pergo Gorzów Wlkp.                           | 6.      | 2,043           | I liga     | Ludwik Polonia Piła              | Ludwik Polonia Piła              |
| 2000  | Pergo Gorzów Wlkp.                           | 3.      | 2,067           | Ekstraliga | Polonia Bydgoszcz                | Polonia Bydgoszcz                |
| 2001  | Pergo Gorzów Wlkp.                           | 4.      | 1,952           | Ekstraliga | Apator Adriana Toruń             | Apator Adriana Toruń             |
| 2002  | Unia Leszno                                  | 2.      | 1,968           | Ekstraliga | Polonia Bydgoszcz                | Polonia Bydgoszcz                |
| 2003  | ZKŻ Quick-mix Zielona Góra                   | 5.      | 2,040           | Ekstraliga | Top Secret Włókniarz Częstochowa | Top Secret Włókniarz Częstochowa |
| 2004  | ZKŻ Quick-mix Zielona Góra                   | 7.      | 1,762           | Ekstraliga | Unia Tarnów                      | Unia Tarnów                      |
| 2005  | ZKŻ Kronopol Zielona Góra                    | 8.      | 1,325           | Ekstraliga | Unia Tarnów                      | Unia Tarnów                      |
| 2006  | ZKŻ Kronopol Zielona Góra                    | 1.      | 1,932           | I liga     | —                                | Atlas Wrocław                    |
| 2007  | Polonia Bydgoszcz                            | 8.      | 1,641           | Ekstraliga | Unia Leszno                      | Unia Leszno                      |
| 2008  | Polonia Bydgoszcz                            | 1.      | 2,031           | I liga     | —                                | Unibax Toruń                     |
| 2009  | Caelum Stal Gorzów Wlkp.                     | 6.      | 1,059           | Ekstraliga | Falubaz Zielona Góra             | Falubaz Zielona Góra             |
| 2010  | Marma Hadykówka Rzeszów                      | 1.      | 2,200           | I liga     | —                                | Unia Leszno                      |
| 2011  | PGE Marma Rzeszów                            | 5.      | 1,712           | Ekstraliga | Stelmet Falubaz Zielona Góra     | Stelmet Falubaz Zielona Góra     |
| 2012  | PGE Marma Rzeszów                            | 7.      | 1,882           | Ekstraliga | Azoty Tauron Tarnów              | Azoty Tauron Tarnów              |
| 2013  | PGE Marma Rzeszów                            | 8.      | 1,600           | Ekstraliga | Stelmet Falubaz Zielona Góra     | Stelmet Falubaz Zielona Góra     |
| 2014  | GKM Grudziądz                                | 3.      | 2,473           | I liga     | PGE Marma Rzeszów                | Stal Gorzów Wielkopolski         |
| 2015  | MrGarden GKM Grudziądz                       | 8.      | 1,444           | Ekstraliga | Fogo Unia Leszno                 | Fogo Unia Leszno                 |
| 2016  | MrGarden GKM Grudziądz                       | 5.      | 1,716           | Ekstraliga | Stal Gorzów Wielkopolski         | Stal Gorzów Wielkopolski         |
| 2017  | MrGarden GKM Grudziądz                       | 6.      | 1,452           | Ekstraliga | Fogo Unia Leszno                 | Fogo Unia Leszno                 |
| 2018  | Euro Finannce Polonia Piła                   | 7.      | 2,085           | I liga     | Speed Car Motor Lublin           | Fogo Unia Leszno                 |
| 2019  | Orzeł Łódź                                   | 7.      | 1,940           | I liga     | ROW Rybnik                       | Fogo Unia Leszno                 |
| 2020  | Arged Malesa TŻ Ostrovia Ostrów Wielkopolski | 6.      | 1,349           | I liga     | eWinner Apator Toruń             | Fogo Unia Leszno                 |

### Indywidualne Mistrzostwa Polski
| Dzień          | Rok  | Klub                       | Miejscowość         | Miejsce                    | Punkty                     | Biegi                      | Zwycięzca          |
| -------------- | ---- | -------------------------- | ------------------- | -------------------------- | -------------------------- | -------------------------- | ------------------ |
| 15 sierpnia    | 1997 | Polonia Philips Piła       | Częstochowa         | 15. miejsce w ćwierćfinale | 15. miejsce w ćwierćfinale | 15. miejsce w ćwierćfinale | Jacek Krzyżaniak   |
| 15 sierpnia    | 1998 | Polonia Piła               | Bydgoszcz           | NS w półfinale             | NS w półfinale             | NS w półfinale             | Jacek Gollob       |
| 20 sierpnia    | 1999 | Pergo Gorzów Wlkp.         | Bydgoszcz           | 15. miejsce w półfinale    | 15. miejsce w półfinale    | 15. miejsce w półfinale    | Piotr Protasiewicz |
| 15 sierpnia    | 2000 | Pergo Gorzów Wlkp.         | Piła                | 10. miejsce w ćwierćfinale | 10. miejsce w ćwierćfinale | 10. miejsce w ćwierćfinale | Jacek Gollob       |
| 15 sierpnia    | 2001 | Pergo Gorzów Wlkp.         | Bydgoszcz           | R2                         | —                          | NS                         | Tomasz Gollob      |
| 15 sierpnia    | 2002 | Unia Leszno                | Toruń               | 10.                        | 4                          | (1,3,u,-)                  | Tomasz Gollob      |
| 15 sierpnia    | 2003 | ZKŻ Quick-mix Zielona Góra | Bydgoszcz           | 10.                        | 6                          | (1,3,1,1,0)                | Rune Holta         |
| 15 sierpnia    | 2004 | ZKŻ Quick-mix Zielona Góra | Częstochowa         | 10. miejsce w ćwierćfinale | 10. miejsce w ćwierćfinale | 10. miejsce w ćwierćfinale | Grzegorz Walasek   |
| 15 sierpnia    | 2006 | ZKŻ Kronopol Zielona Góra  | Tarnów              | 9. miejsce w ćwierćfinale  | 9. miejsce w ćwierćfinale  | 9. miejsce w ćwierćfinale  | Tomasz Gollob      |
| 15 sierpnia    | 2007 | Polonia Bydgoszcz          | Wrocław             | 11.                        | 6                          | (0,3,w,0,3)                | Rune Holta         |
| 9 sierpnia     | 2008 | Polonia Bydgoszcz          | Leszno              | 8. miejsce w ćwierćfinale  | 8. miejsce w ćwierćfinale  | 8. miejsce w ćwierćfinale  | Adam Skórnicki     |
| 25 lipca       | 2009 | Caelum Stal Gorzów Wlkp.   | Toruń               | 8. miejsce w ćwierćfinale  | 8. miejsce w ćwierćfinale  | 8. miejsce w ćwierćfinale  | Tomasz Gollob      |
| 15 sierpnia    | 2012 | PGE Marma Rzeszów          | Zielona Góra        | 2.                         | 11+3                       | (3,3,1,3,1)+3              | Tomasz Jędrzejak   |
| 6 października | 2013 | PGE Marma Rzeszów          | Tarnów              | 12.                        | 7                          | (0,1,2,2,2)                | Janusz Kołodziej   |
| 14 sierpnia    | 2014 | GKM Grudziądz              | Zielona Góra        | 9. miejsce w półfinale     | 9. miejsce w półfinale     | 9. miejsce w półfinale     | Krzysztof Kasprzak |
| 5 lipca        | 2015 | MrGarden GKM Grudziądz     | Gorzów Wielkopolski | 12. miejsce w półfinale    | 12. miejsce w półfinale    | 12. miejsce w półfinale    | Maciej Janowski    |
| 1 lipca        | 2016 | MrGarden GKM Grudziądz     | Leszno              | 11. miejsce w półfinale    | 11. miejsce w półfinale    | 11. miejsce w półfinale    | Patryk Dudek       |
| 2 lipca        | 2017 | MrGarden GKM Grudziądz     | Gorzów Wielkopolski | 13. miejsce w półfinale    | 13. miejsce w półfinale    | 13. miejsce w półfinale    | Szymon Woźniak     |

### Indywidualne Mistrzostwa Świata Juniorów
| Dzień       | Rok  | Klub               | Miejscowość         | Miejsce | Punkty   | Biegi             | Zwycięzca       |
| ----------- | ---- | ------------------ | ------------------- | ------- | -------- | ----------------- | --------------- |
| 1 sierpnia  | 1998 | Polonia Piła       | Piła                | 9.      | 7        | (0,2,2,1,2)       | Robert Dados    |
| 8 sierpnia  | 1999 | Pergo Gorzów Wlkp. | Vojens              | 6.      | 10+1+2+d | (1,3,2,3,1)+1+2+d | Lee Richardson  |
| 27 sierpnia | 2000 | Pergo Gorzów Wlkp. | Gorzów Wielkopolski | 5.      | 10       | (1,3,1,2,3)       | Andreas Jonsson |
| 26 sierpnia | 2001 | Pergo Gorzów Wlkp. | Peterborough        | 3.      | 10+3     | (3,1,0,3,3)+3     | Dawid Kujawa    |

### Indywidualne Mistrzostwa Europy Juniorów
| Dzień      | Rok  | Klub               | Miejscowość | Miejsce | Punkty | Biegi         | Zwycięzca |
| ---------- | ---- | ------------------ | ----------- | ------- | ------ | ------------- | --------- |
| 18 lipca   | 1998 | Polonia Piła       | Krško       | 1.      | 15     | (3,3,3,3,3)   | —         |
| 1 sierpnia | 1999 | Pergo Gorzów Wlkp. | Gniezno     | 1.      | 13+3   | (3,3,2,3,2)+3 | —         |

### Młodzieżowe Indywidualne Mistrzostwa Polski
| Dzień       | Rok  | Klub                 | Miejscowość         | Miejsce                 | Punkty                  | Biegi                   | Zwycięzca        |
| ----------- | ---- | -------------------- | ------------------- | ----------------------- | ----------------------- | ----------------------- | ---------------- |
| 5 września  | 1997 | Polonia Philips Piła | Częstochowa         | 5.                      | 10                      | (1,2,2,2,3)             | Grzegorz Walasek |
| 21 sierpnia | 1998 | Polonia Piła         | Grudziądz           | 14. miejsce w półfinale | 14. miejsce w półfinale | 14. miejsce w półfinale | Robert Dados     |
| 4 czerwca   | 1999 | Pergo Gorzów Wlkp.   | Gniezno             | 1.                      | 13+3                    | (3,3,3,2,2)+3           | —                |
| 30 lipca    | 2000 | Pergo Gorzów Wlkp.   | Gorzów Wielkopolski | 1.                      | 13+3                    | (2,3,3,3,2)+3           | —                |
| 30 września | 2001 | Pergo Gorzów Wlkp.   | Częstochowa         | 4.                      | 10                      | (3,3,3,d,1)             | Jarosław Hampel  |

### Złoty Kask
| Dzień           | Rok  | Klub                       | Miejscowość         | Miejsce                    | Punkty                     | Biegi                      | Zwycięzca           |
| --------------- | ---- | -------------------------- | ------------------- | -------------------------- | -------------------------- | -------------------------- | ------------------- |
| 18 września     | 1999 | Pergo Gorzów Wlkp.         | Wrocław             | 5.                         | 10                         | (1,2,3,1,3)                | Jacek Krzyżaniak    |
| 29 września     | 2000 | Pergo Gorzów Wlkp.         | Wrocław             | 16.                        | 4                          | (d,1,1,1,1)                | Tomasz Gollob       |
| 21 września     | 2001 | Pergo Gorzów Wlkp.         | Wrocław             | 14.                        | 4                          | (0,1,1,1,1)                | Piotr Protasiewicz  |
| 12 października | 2002 | Unia Leszno                | Bydgoszcz           | 6.                         | 9                          | (2,2,2,2,1)                | Tomasz Gollob       |
| 18 października | 2003 | ZKŻ Quick-mix Zielona Góra | Wrocław             | 1.                         | 14                         | (3,3,2,3,3)                | —                   |
| 5 maja          | 2012 | PGE Marma Rzeszów          | Gorzów Wielkopolski | 6.                         | 11+0                       | (2,3,2,1,3)+0              | Piotr Pawlicki      |
| 25 kwietnia     | 2013 | PGE Marma Rzeszów          | Rawicz              | 10.                        | 6                          | (2,3,0,t,1)                | Maciej Janowski     |
| 14 kwietnia     | 2015 | Mr Garden GKM Grudziądz    | Lublin              | 16. miejsce w eliminacjach | 16. miejsce w eliminacjach | 16. miejsce w eliminacjach | Przemysław Pawlicki |
| 20 kwietnia     | 2017 | Mr Garden GKM Grudziądz    | Zielona Góra        | 8. miejsce w eliminacjach  | 8. miejsce w eliminacjach  | 8. miejsce w eliminacjach  | Przemysław Pawlicki |

### Srebrny Kask
| Dzień       | Rok  | Klub                 | Miejscowość  | Miejsce | Punkty | Biegi         | Zwycięzca       |
| ----------- | ---- | -------------------- | ------------ | ------- | ------ | ------------- | --------------- |
| 10 września | 1997 | Polonia Philips Piła | Leszno       | 2.      | 13+3   | (2,3,2,3,3)+3 | Rafał Dobrucki  |
| 4 września  | 1998 | Polonia Piła         | Leszno       | 1.      | 14     | (2,3,3,3,3)   | —               |
| 8 września  | 1999 | Pergo Gorzów Wlkp.   | Grudziądz    | 4.      | 11     | (3,2,3,t,3)   | Mariusz Franków |
| 6 września  | 2000 | Pergo Gorzów Wlkp.   | Toruń        | 5.      | 11     | (1,3,3,2,2)   | Jarosław Hampel |
| 24 lipca    | 2001 | Pergo Gorzów Wlkp.   | Zielona Góra | 1.      | 15     | (3,3,3,3,3)   | —               |

### Brązowy Kask
| Dzień       | Rok  | Klub                 | Miejscowość         | Miejsce | Punkty | Biegi       | Zwycięzca       |
| ----------- | ---- | -------------------- | ------------------- | ------- | ------ | ----------- | --------------- |
| 15 września | 1996 | Polonia Philips Piła | Bydgoszcz           | —       | —      | NS          | Damian Baliński |
| 8 sierpnia  | 1997 | Polonia Philips Piła | Piła                | 1.      | 15     | (3,3,3,3,3) | —               |
| 11 września | 1998 | Polonia Piła         | Ostrów Wielkopolski | 1.      | 14     | (3,3,3,3,2) | —               |
| 16 lipca    | 1999 | Pergo Gorzów Wlkp.   | Toruń               | 1.      | 14     | (3,3,2,3,3) | —               |

## Kluby
- Polska liga:
  - Polonia Piła (1996-1998)
  - Pergo Gorzów (1999-2001)
  - Unia Leszno (2002)
  - ZKŻ Zielona Góra (2003-2006)
  - Polonia Bydgoszcz (2007-2008)
  - Stal Gorzów Wielkopolski (2009)
  - Stal Rzeszów (2010–2013)
  - GKM Grudziądz (2014[2]-2017)
  - Polonia Piła (2018)
  - KŻ Orzeł Łódź (2019)
  - TŻ Ostrovia (2020)

## Inne ważniejsze turnieje
| Osiągnięcia: | Osiągnięcia: | 6. miejsce (1999) | 6. miejsce (1999) | 6. miejsce (1999) | 6. miejsce (1999) |
| Sezon        | Miasto       | Msc               | Pkt               | Biegi             | Kluby             |
| 1999         | Gorzów Wlkp. | 6                 | 10                | (3,1,2,2,2)       | Gorzów Wlkp.      |
| 2007         | Gorzów Wlkp. | 13                | 5                 | (1,3,0,1,0)       | Bydgoszcz         |

- Turniej o Koronę Bolesława Chrobrego – Pierwszego Króla Polski w Gnieźnie
  - 2008 – 2. miejsce – 14+2 pkt → wyniki